# Abadi Hadis
Abadi Hadis (6 novembre 1997 – 4 febbraio 2020) è stato un mezzofondista etiope.

## Palmarès
| Anno | Manifestazione     | Sede           | Evento         | Risultato | Prestazione | Note |
| ---- | ------------------ | -------------- | -------------- | --------- | ----------- | ---- |
| 2016 | Giochi Olimpici    | Rio de Janeiro | 10000 m piani  | 15º       | 27'36"34    |      |
| 2017 | Mondiali di cross  | Kampala        | Corsa seniores | Bronzo    | 28'43"      |      |
| 2017 | Mondiali di cross  | Kampala        | A squadre      | Oro       | 21 p.       |      |
| 2017 | Mondiali           | Londra         | 10000 m piani  | 7º        | 26'59"19    |      |
| 2019 | Mondiali           | Doha           | 5000 m piani   | Batteria  | 13'02"29    |      |
| 2019 | Giochi Panafricani | Rabat          | 10000 m        | 7º        | 28'27"38    |      |

## Campionati nazionali
2016
- Oro ai campionati etiopi, 10000 m piani - 28'43"2

2017
- 4º ai campionati etiopi, 10000 m piani - 28'33"4

2019
- Bronzo ai campionati etiopi, 10000 m piani - 28'29"4

## Altre competizioni internazionali[2]
2016
- 4º allo Shanghai Golden Grand Prix ( Shanghai), 5000 m piani - 13'02"49
- 7º ai Bislett Games ( Oslo), 5000 m piani - 13'11"45

2017
- 8º alla Mezza maratona di Delhi ( Nuova Delhi) - 1h00'25"

2018
- 5º al Memorial Van Damme ( Bruxelles), 5000 m piani - 12'56"27
- Bronzo all'Athletissima ( Losanna), 5000 m piani - 13'03"62
- Bronzo al Bauhaus-Galan ( Stoccolma), 5000 m piani - 13'06"76
- 6º allo Shanghai Golden Grand Prix ( Shanghai), 5000 m piani - 13'11"04
- 11º al Meeting international Mohammed VI d'athlétisme de Rabat ( Rabat), 3000 m piani - 7'42"83
- Argento alla San Silvestre Vallecana ( Madrid) - 26'54"
- Argento alla Mezza maratona di Valencia ( Valencia) - 58'44"

2019
- 5º al Golden Gala ( Roma), 5000 m piani - 12'56"48
- 5º all'Athletissima ( Losanna), 5000 m piani - 13'04"50
- Argento alla Mezza maratona di Ras al-Khaima ( Ras al-Khaima) - 58'44"